# The Celebration Tour
The Celebration Tour, noto anche come Madonna: the Celebration Tour, è stato il dodicesimo tour di concerti della cantautrice statunitense Madonna, svoltosi tra l'Europa e il Nord America, concludendosi infine a Rio de Janeiro in Brasile, con un concerto gratuito sulla spiaggia di Copacabana davanti ad un pubblico di 1,6 milioni di persone.
Lo show evento a Rio è stato sponsorizzato dalla banca brasiliana Itaú e dal marchio di birre Heineken; è stato inoltre trasmesso in diretta televisiva dall'emittente Globo TV e online attraverso la piattaforma streaming Globoplay. L’evento è stato definito dal New York Times «un momento fondamentale per i concerti dal vivo a livello globale».
Si tratta di un tour ideato per celebrare i quarant'anni di carriera della cantante, per la cui scaletta Madonna ha attinto al suo intero repertorio musicale. Per l'occasione, sono stati riproposti brani non eseguiti da addirittura trent'anni, come Justify My Love, Bad Girl e Rain.

## Antefatti e sviluppo
Le prime speculazioni circa un nuovo tour da parte di Madonna sono iniziate dopo l'uscita del suo album di remix/compilation Finally Enough Love, quando diversi punti vendita in America Latina hanno riportato una prenotazione di Madonna presso lo Stadio del Centenario in Uruguay nell'ottobre 2022. Il 4 gennaio 2023, il tabloid britannico The Sun e altri media hanno iniziato a riferire di un tour che avrebbe celebrato la sua carriera discografica di oltre 40 anni. Il tour è stato annunciato il 17 gennaio seguente sul sito ufficiale di Madonna e sui profili della rete sociale appartenenti alla cantante, attraverso un video promozionale in cui la popstar è in compagnia di artisti quali Amy Schumer e Lil Wayne. Il 24 gennaio Variety ha riferito che, a seguito dello sviluppo e della produzione dello spettacolo, il film biografico di Madonna, che stava dirigendo e co-sceneggiando, era stato accantonato.
Il tour inizialmente si componeva di 35 spettacoli tra Nord America ed Europa ma a causa dell'enorme domanda di biglietti a livello internazionale, sono state progressivamente annunciate nuove date per un totale di 81 concerti.
Il Celebration Tour rappresenta due fatti senza precedenti nella carriera di Madonna: per la prima volta la cantante va in tour senza promuovere un album in studio e la scaletta del tour si concentra esclusivamente sui suoi più grandi successi. Il corrispondente musicale della BBC Mark Savage ha suggerito che il suo Re-Invention World Tour del 2004 fosse il più vicino all'idea di uno show celebrativo dei suoi più grandi successi, sostenendo che la scaletta ignorasse parzialmente l'album pubblicato l'anno prima, ovvero American Life.
L'inizio del tour, originariamente previsto per il 15 luglio 2023 a Vancouver, è stato rinviato al mese di ottobre a causa delle condizioni di salute della cantante, che a fine giugno è stata ricoverata in terapia intensiva per una grave infezione batterica, come riportato dal suo manager Guy Oseary. La prima tappa nordamericana del tour, che si sarebbe dovuta svolgere in estate, è stata riprogrammata insieme alla seconda a partire da dicembre 2023.

## Critica

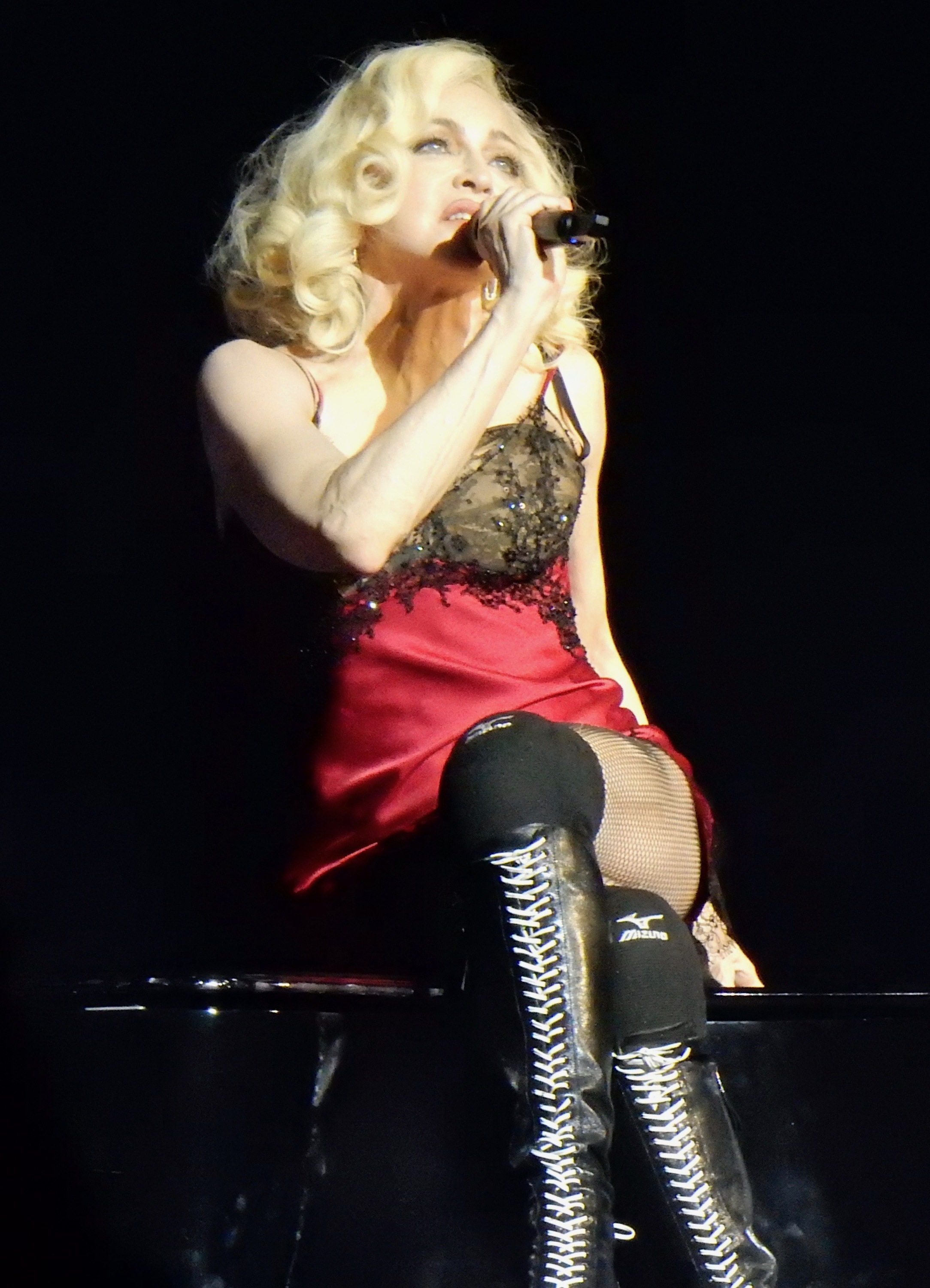
Madonna durante Bad Girl

Il Celebration Tour ha debuttato con recensioni per lo più entusiastiche a Londra. Mark Sutherland di Variety ha ritenuto che Madonna ha dato prova che lei è ancora la «regina regnante della musica pop», dicendo «balla ancora [e] canta ancora». Varie pubblicazioni tra cui The Times, The Guardian e Rolling Stone le hanno assegnato quattro stelle su cinque, descrivendola come "totalmente accattivante" e «una celebrazione, ben riuscita e veramente celebrata». Anche i suoi altri spettacoli europei hanno attirato recensioni generalmente positive da pubblicazioni locali, tra cui Svezia, Belgio, Danimarca, Spagna, Portogallo e Francia.
Sebbene le risposte generali della critica siano state in gran parte positive, hanno affinato alcuni punti deboli, incluso il suo ritardo insieme ad alcuni brevi problemi tecnici tenutisi negli spettacoli ad Anversa, Barcellona e Londra, nonché il suo utilizzo di tracce pre-registrate e l'omissione di brani fondamentali del suo catalogo dalla scaletta. Dando cinque stelle su cinque, Nick Levine di NME si è complimentato con il tour ma è stato critico nei confronti del tributo che ha fatto a Michael Jackson descrivendolo come «mediocre» e «un po' scadente».
Particolarmente apprezzato è stato invece il tributo di Madonna rivolto alle vittime di AIDS durante l'esibizione di Live to Tell. Tra i tanti, sono stati omaggiati Keith Haring, Herb Ritts e Freddie Mercury. Il cantante Elton John e i rappresentanti della sua associazione "Elton John AIDS Foundation" hanno condiviso una foto della performance su Instagram scrivendo: "Grazie Madonna per il tuo impegno e la tua compassione, e grazie per aver diffuso consapevolezza sulla missione ancora incompiuta di fermare l'AIDS. [..]".

## Produzione

### Palco
Il Celebration Tour è uno show di più di due ore con molteplici cambi di costume e più di 25 canzoni. Il palco è composto da un main-stage circolare che talvolta è in grado di roteare e alzarsi formando una “torta”, simile allo stage-design della performance di Like a Virgin alla primissima edizione degli MTV Video Music Awards nel 1984 e a quella di Like a Virgin/Hollywood del 2003 con Britney Spears e Christina Aguilera, per le quali in entrambi i casi era stata utilizzata una torta nunziale per le esibizioni. Il palco si estende poi in tre passerelle comunicanti, che consentono a Madonna di essere visibile da ogni punto dell’arena. 
La composizione del palco è stata suddivisa in cinque diverse sezioni: Uptown, Downtown, Midtown, East Side e West Side, ovvero le medesime aree di cui si compone New York City, città in cui Madonna è approdata nel 1978 per iniziare la sua carriera. La scenografia comprende poi una piattaforma volante, nota come “The Portal”, che viene impiegata durante l’esibizione di diversi numeri (come quello di Live to Tell e Ray of Light), grazie al quale la popstar riesce a raggiungere la prossimità delle sezioni più alte dei palazzetti. Secondo il direttore creativo del tour Lewis James, il palco e lo spettacolo servono anche come archivio della vita della cantante, celebrando i suoi fan, ed è una «continuazione della sua eredità» più che una semplice biografia. Anche i sei figli di Madonna si sono uniti sul palco in diversi momenti dello spettacolo, tra cui Lourdes Leon alla prima data di Londra e Rocco Ritche (il figlio avuto con Guy Ritchie) apparso sul palco nel concerto di Stoccolma e presente tra il pubblico a quello di Milano.

### Arrangiamenti
Per la prima volta, Madonna non è accompagnata sul palco da una band ad eccezione di alcuni momenti in cui viene eseguita musica dal vivo: per esempio, la stessa popstar suona la chitarra durante Burning Up e Express Yourself; suo figlio David Banda la accompagna, sempre alla chitarra, durante La Isla Bonita e Mother and Father; mentre la figlia Mercy James suona il pianoforte durante Bad Girl. La motivazione di questa scelta è stata spiegata dal direttore artistico del tour Stuart Price, il quale ha affermato: "Ciò di cui ci siamo resi conto è che le registrazioni originali sono le nostre stelle. Queste cose non possono essere replicate e non possono essere ricreate, quindi abbiamo deciso di sposarle [...]". L'idea è perciò quella di utilizzare le tracce musicali originali così da celebrare i diversi produttori che hanno collaborato con Madonna durante tutta la sua carriera, da Nile Rodgers e Shep Pettibone, passando per William Orbit fino a Mirwais Ahmadzaï e allo stesso Price.

### Costumi
Durante diversi segmenti dello spettacolo, e in particolar modo in quello finale di Bitch I'm Madonna e Celebration, i ballerini appaiono indossando riproduzioni di oltre 17 abiti iconici indossati da Madonna che rievocano molte delle sue ere musicali, videoclip e performance. Questa non solo rappresenta un'altra delle tante celebrazioni dell’artista presente durante lo show, ma anche un richiamo a quel fenomeno socio-culturale esploso nei primi anni 80 noto come “Madonna Wannabe”, che vedeva milioni di ragazzine in tutto il mondo vestirsi nello stesso stile della postar, imitandone non solo i look ma anche gli atteggiamenti. Non a caso, Madonna si riferisce al suo intero corpo di ballo (durante Bitch I’m Madonna) chiamandoli “Wannabes”, a prova del fatto che, seppure imitata infinite volte - anche da numerose sue colleghe - lei rimane sempre la sola ed unica. 
Lo spettacolo include poi molti altri riferimenti e oggetti di scena del passato, incluso il letto della performance di Like a Virgin del Blond Ambition Tour sul quale danza una ballerina che indossa una maschera in lattice con le fattezze della cantante.

### Merchandising
Anche il merchandising ufficiale del tour è stato curato per celebrare alcuni dei look più iconici della popstar; in vendita era per esempio disponibile la t-shirt "Italians Do It Better" indossata da Madonna nel video di Papa Don't Preach o articoli del merchandising dei tour passati, tra cui la bomber-jacket del Blond Ambition Tour e la t-shirt del Who's That Girl Tour e del Girlie Show. Inoltre, in collaborazione con Jean Paul Gaultier è stata realizzata una maglietta che omaggia l'iconico corsetto dorato disegnato dallo stilista francese per la popstar nel 1990, i cui ricavi provenienti dalle vendite sono stati donati alla fondazione benefica della cantante Raising Malawi.

### Artisti coinvolti nello spettacolo
Durante il concerto, Bob the Drag Queen funge da presentatore, apparendo in diversi momenti dello spettacolo e interagendo con la cantante, spesso vestito da Maria Antonietta (in riferimento alla performance di Vogue di Madonna agli MTV Video Music Awards del 1990). È inoltre proprio Bob ad aprire il lo spettacolo, apparendo tra la folla nel parterre e chiacchierando col pubblico man mano che raggiunge il palco per dare finalmente inizio al concerto, definito dallo stesso come “non un semplice party ma una celebrazione”, lasciando infine spazio per l’entrata in scena di Madonna con Nothing Really Matters.
Durante l'esibizione di Vogue, Madonna ha invitato varie celebrità in ogni tappa del tour a unirsi a lei sul palco per giudicare il voguing eseguito dai suoi ballerini e figli, tra cui artisti musicali quali Anitta, Ricky Martin, Cardi B e Diplo; stilisti come Jean Paul Gaultier, Donatella Versace, Stella McCartney e Jeremy Scott; attrici quali Salma Hayek, Debi Mazar, Pamela Anderson e Julia Garner; e drag queen come Detox e Aquaria. Da ricordare poi è il duetto a sorpresa di Madonna con Kylie Minogue, avvenuto durante il terzo concerto di Los Angeles, sulle note di I Will Survive ed infine di Can't Get You Out of My Head. Kylie, in un’intervista concessa a Andy Cohen nell’ottobre 2024, ha dichiarato che Madonna ha intenzionalmente scelto di duettare con lei sulle note di I Will Survive, e non di volerla semplicemente come guest-star durante Vogue, dal momento che entrambe condividono un passato legato alla tematica della lotta del tumore al seno (alla Minogue è stato diagnosticato nel 2005, mentre la madre di Madonna ne è morta giovanissima), e allo stesso tempo poiché entrambe sono anche delle “survivors” dell’industria musicale, capaci ancora di rimanere sulla cresta dell’onda nonostante gli oltre quarant’anni di carriera.
Diversi sono poi stati gli artisti d'apertura che hanno intrattenuto il pubblico prima dell'inizio dello show; per esempio, Honey Dijon ha aperto il primo concerto del tour a Londra mentre Diplo l'ultimo a Rio; Stuart Price è stato invece l'opening act dei concerti di Milano, Berlino, Boston e Miami.

## Sinossi

### Atto I - anni Ottanta
Rispetto alla scelta e l’ordine di esecuzione dei brani i proposti, Madonna segue un preciso schema. Lo spettacolo inizia con Nothing Really Matters, ultimo singolo estratto dall’album Ray of Light, che, prima del Celebration Tour, era stato eseguito live soltanto una volta alla cerimonia di apertura dei Grammy Awards del 1999. La canzone viene scelta in quanto rappresenta una prima e fondamentale chiave di lettura per la comprensione della rilettura della carriera di Madonna, che avviene durante tutto lo svolgimento dello show. Infatti, il testo del brano riflette il cambiamento interno della popstar maturato a seguito del suo avvicinamento spirituale alla Kabbalah e soprattutto alla nascita della sua primogenita nel 1996, Lourdes Leon. La cantante esprime nella canzone su come in passato nulla le importasse davvero se non la sua stessa felicità, ma che poi crescendo la sua intera prospettiva di vita sia cambiata e l’amore sia divenuto il cardine della sua esistenza. Reinterpretando il brano quasi trent’anni dopo, Madonna sottolinea ancora più marcatamente questa volta l’importanza dell’amore dei suoi sei figli, soprattutto anche a seguito del grave ricovero ospedaliero che l’aveva vista coinvolta qualche mese prima, ma anche dei suoi fans. Non è infatti un caso che quando canta il verso “because of you, nothing really matters”, si rivolge con un gesto del braccio a tutto il pubblico presente al concerto. Madonna esegue il brano indossando un’aureola di diamanti sulla testa e vestendo un kimono nero di Jean Paul Gaultier che fa il verso a quello rosso indossato nel videoclip della canzone. 
Terminato il brano, Madonna è ufficialmente pronta a raccontare la sua carriera musicale: il setting si sposta a New York City e questo primo atto è interamente dedicato agli anni 80. Si parte quindi col primissimo singolo di Madonna, Everybody, e si continua poi con altri successi della decade, tra cui Into the Groove, Burning Up, Open Your Heart e Holiday. Durante quest’ultima, Madonna cita anche un sample di I Want Your Love degli Chic, prodotta da Nile Rodgers e a sua volta produttore del disco Like a Virgin. Madonna durante questo segmento dello spettacolo indossa un outfit di Vetements che celebra i look indossati in quegli anni, tra pizzi, corsetti, rosari e catene. L’atmosfera gioiosa e festosa di queste prime canzoni viene però bruscamente interrotta sul finale di Holiday, durante il quale viene inscenata la morte di un ballerino al quale Madonna offre una sepoltura simbolica, coprendolo col suo soprabito sul quale è stampata una fantasia ispirata ai disegni di Keith Haring. Si tratta di una serie di simbologie che vanno ad introdurre un capitolo molto più intenso, ossia lo scoppio dell’AIDS proprio a fine anni 80. Madonna si cambia brevemente sulle note di In This Life (canzone del 1993 scritta e dedicata a dei suoi cari amici morti da HIV) e torna in scena su una cornice sospesa per aria per eseguire Live to Tell. Durante la canzone, Madonna celebra le vittime del HIV attraverso un viaggio per aria tra i volti, mostrati sui numerosi maxi schermi, di chi purtroppo non ce l’ha fatta. Il primo volto ad apparire è proprio quello di Keith Haring. Il primo atto si conclude poi con la suggestiva performance a sfondo religioso di Like a Prayer, singolo estratto dall’omonimo album nonché ultimo pubblicato dalla cantante negli anni 80. 

### Atto II - anni Novanta
Seguono due interludi, un remix di Living for Love e un remix parlato di Bob the Drag Queen per introdurre il secondo atto, quello dedicato agli anni 90. Madonna torna in scena nelle vesti di una boxer e con una parrucca alla Marilyn Monroe per eseguire Erotica. Madonna celebra infatti ora la sua famosa “fase Sex” che ha caratterizzato i suoi progetti dei primi anni 90, proseguendo con un controverso numero a sfondo auto-erotico sulle note di Papa Don't Preach, che la rivela in un baby-doll rosso scarlatto, per poi continuare con la tormentata Justify My Love e terminare con un accenno di Fever. Il ricordo degli anni 90 viene momentaneamente interrotto dall’esibizione di Hung Up del 2005, per poi tronare indietro nel tempo con l’esibizione (per la prima volta in tour) di Bad Girl, accompagnata al piano dalla figlia Mercy James. Segue un breve interludio house eseguito dalla figlia Estere sulle note di Updown Suite (remix estratto dal singolo EP di Rain dell’inedito Goodbye to Innocence). Madonna è di nuovo sul palco per cantare Vogue con un corsetto simile a quello indossato nel video ufficiale e durante il Blond Ambition Tour. Il numero si chiude con un segmento ballato ispirato al mondo del “voguing” in cui si cimentano i suoi ballerini e Estere. Per giudicare la “sfilata”, ogni sera Madonna era raggiunta sul palco da un ospite speciale. Nuovamente la festa viene interrotta, questa volta dalla polizia che arresta Madonna sulle note di Human Nature per essere stata troppo esplicita. Si tratta di un richiamo al modo in cui la cantante era stata duramente attaccata e boicottata pubblicamente a seguito della pubblicazione dell’album Erotica e del libro fotografico Sex nel 1992. Alle accuse, Madonna rispose appunto con la canzone Human Nature in cui dichiarò di non rinnegare alcun momento della sua “fase Sex”. Infine, la cantante viene salvata e scarcerata da una ballerina che indossa lo stesso look della popstar nel video di Human Nature e insieme danzano nulle note di Crazy for You celebrando l’amore per se stessi. L’atto si chiude con Madonna che recita il verso “absolutely no regrets”, la stessa formula di chiusura del video di Human Nature, dando fuoco al main-stage lanciandone un fiammifero. Segue quindi l’interludio “The Beast Within”, ossia un remix di Justify My Love, già utilizzato per la prima volta come interludio nel Girlie Show e poi nuovamente nel Re-Invention Tour come video di apertura. In questo caso, viene utilizzata praticamente la medesima versione del Reinvention Tour così da stabilire un ponte tra il secondo atto (anni 90) ed il terzo, dedicato agli anni 2000.

### Atto III - anni Duemila
Il terzo atto ripercorre inizialmente i primi due album usciti negli anni 2000 da Madonna, per poi spostare il focus sulla tematica dell’influenza musicale latina, da sempre ricorrente nella carriera della popstar. La prima canzone ad essere eseguita è Die Another Day, in pieno stile James Bond. Si continua poi con la performance in stile cowgirl di Don't Tell Me e quella di Mother and Father, eseguita insieme al figlio adottivo David Banda. Durante la canzone, Madonna canta ad un alto del palco dando le spalle alla fotografia di sua madre nei maxi schermi, mentre al lato opposto suo figlio David intona la canzone e suona la chitarra dando invece le spalle all’immagine della sua madre biologica. Madonna e David si ricongiungono insieme a centro palco per concludere la canzone e per celebrare il loro rapporto madre-figlio. Madonna quindi intona alla chitarra I Will Survive nelle date 2023, sostituita invece da Express Yourself nella maggior parte delle date 2024. Segue poi La isla bonita e un remix di Don't Cry for Me Argentina con il quale Madonna chiede uno stop alle guerre nel mondo. L’atto si chiude con un remix di I Don't Search I Find composto da moltissime immagini e video che ripercorrono la lunga carriera di Madonna tra amori, scandali e successi.

### Atto IV - il futuro
Il quarto atto invece guarda al futuro (pur attingendo agli anni 90) dal momento che vengono proposti 3 tra i brani con i sound e i look più avanguardisti e a futuristici di sempre del catalogo di Madonna. Si inizia con Bedtime Story eseguita su un cubo di led gigante, che propone immagini di realtà aumentata live; si continua con un remix di Ray of Light, eseguito sul portale volante in mezzo ad una miriade di laser e luci colorate, per concludere più tranquillamente con la ballata Rain. Madonna indossa durante quest’atto una tuta di specchi Versace e una lunghissima parrucca biondo platino-rosato.

### Atto V - anni Duemiladieci
L’encore dello show si apre con un video tributo in cui un sosia di Michael Jackson e una sosia di Madonna ballano su un mash-up di Billie Jean e Like a Virgin. Il Re e la Regina del Pop un'altra volta insieme per ricordare al pubblico il loro fondamentale contributo nella musica pop. Madonna e i suoi ballerini tornano quindi sul palco per celebrare gli album e i successi più recenti della cantante, con un medley che comprende Give Me All Your Luvin', Bitch I'm Madonna e Celebration. Così come per il numero iniziale, anche quello finale è particolarmente simbolico: Madonna è ineguagliabile e il suo mito è destinato a non tramontare mai nel tempo. Lo show così si conclude.
Hard Candy risulta pertanto l’unico album di Madonna a non essere incluso in alcun numero del Celebration Tour. 

## Scaletta
Questa scaletta rappresenta quella del concerto del 14 ottobre 2023 a Londra. Non è, pertanto, rappresentativa per tutti gli spettacoli del tour.
Atto I

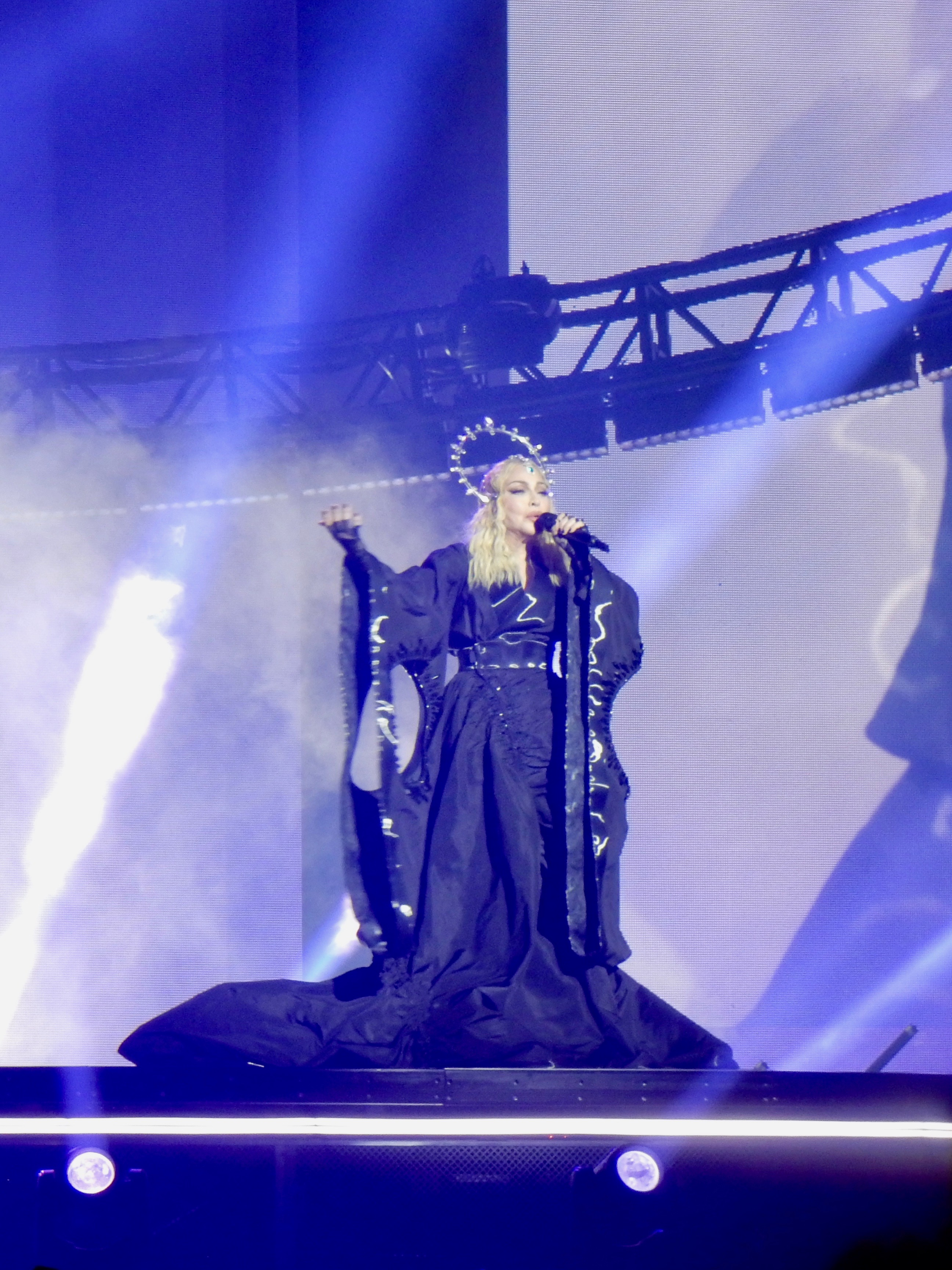
Madonna apre lo show con Nothing Really Matters

- Intro: It's a Celebration [intro, contiene elementi di Deeper and Deeper (Shep's Deeper Dub), Lucky Star, Celebration (Benny Benassi Remix), Erotica, Vogue, Express Yourself, Bitch I'm Madonna e Material Girl)

1. Nothing Really Matters (contiene elementi del Club 69 Mix)
2. Everybody (contiene elementi di Where's the Party)
3. Into the Groove (contiene elementi di Into the Hollywood Groove)
4. Burning Up
5. Open Your Heart
6. Holiday (contiene elementi di I Want Your Love)
7. Live to Tell (contiene elementi di In This Life)
8. Like a Prayer (contiene elementi di Birjina Gaztetto Bat Zegoen, Girl Gone Wild, Act of Contrition, Unholy e del 12" Club Version)

- Interludio: The Sacrifice (interlude ballato, contiene elementi di Living for Love (Offer Nissim Remix) e Let's Go Crazy)

Atto II
- Interludio:The 90's by Bob the Drag Queen (video interlude, contiene elementi di Fever)

1. Erotica (contiene elementi di Justify My Love, You Thrill Me e Papa Don't Preach)
2. Justify My Love (contiene elementi di Gangsta, Erotica e Fever)
3. Hung Up (contiene elementi di Hung Up on Tokischa e La Isla Bonita)
4. Bad Girl (contiene elementi di Le Regret, op. 332)
5. Vogue [contiene elementi di Up Down Suite, Deeper and Deeper (David Klub Mix), Break My Soul (The Queens Remix), Walk 4 Me e Let It All Out 2012)
6. Human Nature
7. Crazy for You

Atto III
- Interludio: The Beast Within

1. Die Another Day
2. Don't Tell Me (contiene elementi dalla colonna sonora de Il buono, il brutto, il cattivo)
3. Mother and Father
4. I Will Survive (cover di Gloria Gaynor)
5. La Isla Bonita
6. Don't Cry for Me Argentina (contiene elementi del Miami Remix)

Atto IV
- Interludio: Madonna [video interlude; contiene elementi di I Don’t Search I Find (Honey Dijon Remix)]

1. Bedtime Story (contiene elementi del Sound Factory Remix)
2. Ray of Light (Sasha Ultraviolet Mix)
3. Rain

Atto V
- Interludio: Like a Virgin / Billie Jean (video interlude; contiene elementi di Express Yourself, Smooth Criminal, Dangerous, Celebration, She's Not Me, The Way You Make Me Feel, You Rock My World e Angel)

1. Bitch I'm Madonna (contiene elementi di Give Me All Your Luvin')
2. Celebration (Benny Benassi Remix) (contiene elementi di Music e Bitch I'm Madonna)

Variazioni

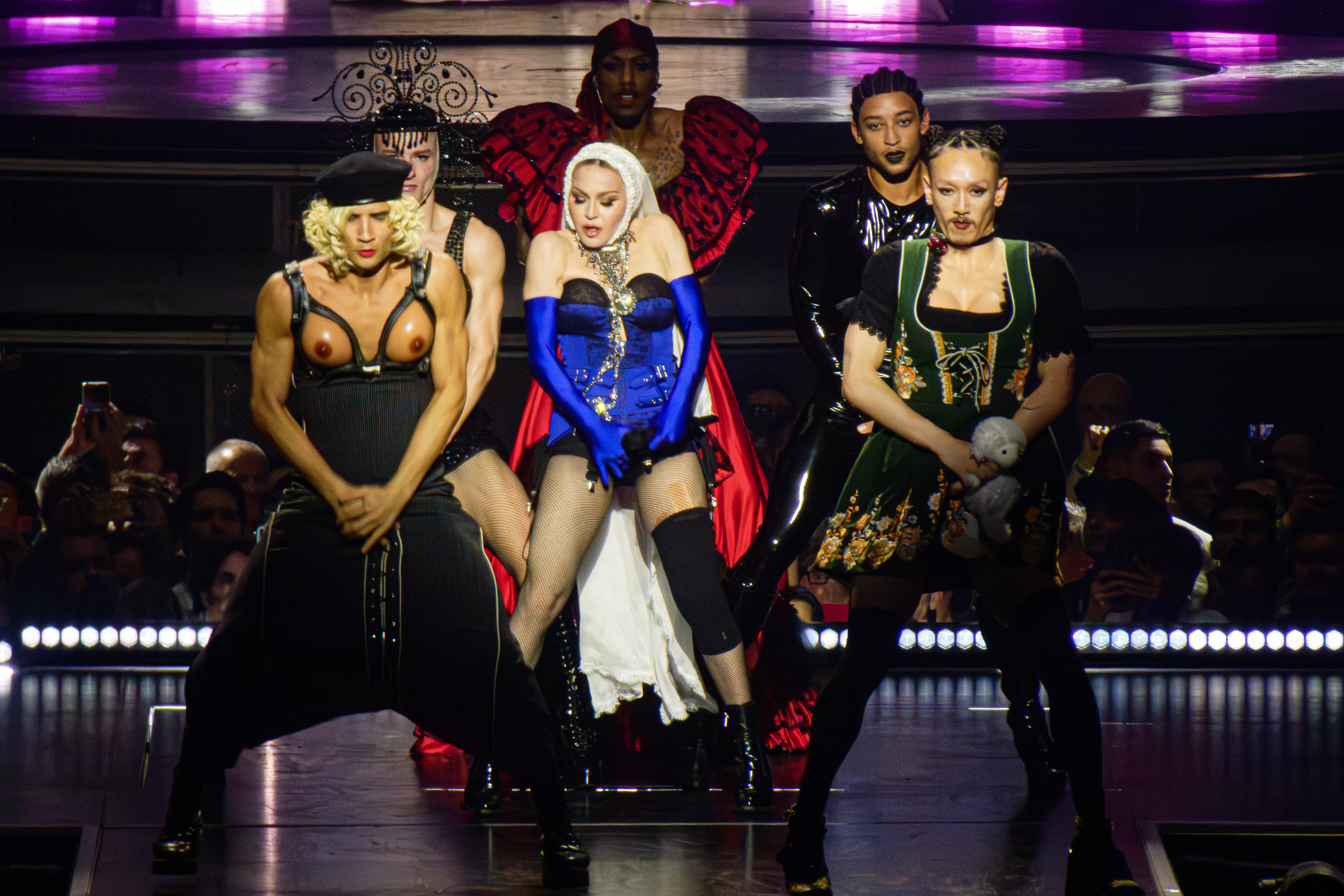
Madonna chiude lo show con il medley di Bitch I'm Madonna e Celebration

- Il 14 ottobre 2023 a Londra la cantante ha eseguito Little Star come augurio di compleanno alla figlia Lourdes Leon.
- Il 15 ottobre 2023 a Londra la cantante ha concluso lo spettacolo prematuramente con Rain a causa del coprifuoco imposto dall'impianto ospitante.
- Il 6 e il 7 novembre 2023 a Lisbona la cantante ha eseguito Sodade di Cesaria Evora prima di cantare I Will Survive.
- A partire dal 1º dicembre 2023 ad Amsterdam la cantante esegue Causing a Commotion a cappella assieme al pubblico subito dopo Into the Groove.
- Nelle date newyorkesi del tour, la cantante ha eseguito un mash up di Burning up e di I Love New York.
- A partire dalla data di Boston dell’8 gennaio, I Will Survive è stata sostituita con una versione acustica di Express Yourself.
- Nella data del 29 gennaio all'MSG di New York, la cantante re-inserisce nella scaletta I Will Survive al posto di Express Yourself.
- L’8 gennaio a Boston e nella data finale di Rio de Janeiro, la cantante ha intonato una strofa della canzone folk This Little Light of Mine.
- Nelle date dell’11 e 12 gennaio a Toronto e in quella del 15 gennaio a Detroit la cantante ha sostituito Rain con Frozen, mentre dalla data del 13 febbraio a Saint Paul fino alla data del 15 aprile a Austin l'ha sostituita con Take a Bow.
- Nella data del 2 febbraio a Chicago, prima di Express Yourself, la cantante ha intonato a cappella This Used to Be My Playground.
- Il 13 febbraio a Saint Paul la cantante ha eseguito il ritornello di Kiss come tributo all'artista Prince.
- Il 7 marzo a Inglewood Madonna ha invitato Kylie Minogue sul palco. Hanno intonato insieme I Will Survive (acustica con la chitarra) e la hit della Minogue Can’t Get You Out of My Head.
- Il 4 maggio a Rio de Janeiro, Madonna ha eseguito Music insieme alla drag queen brasiliana Pabllo Vittar al posto di Don't Cry for Me Argentina; inoltre Mother and Father non è stata eseguita.

## Date
| Data             | Città             | Stato       | Luogo                      | Artisti d'apertura | Giudici della sezione Ballroom | Ospiti        | Pubblico                   | Incasso           |
| Europa           | Europa            | Europa      | Europa                     | Europa             | Europa                         | Europa        | Europa                     | Europa            |
| ---------------- | ----------------- | ----------- | -------------------------- | ------------------ | ------------------------------ | ------------- | -------------------------- | ----------------- |
| 14 ottobre 2023  | Londra            | Regno Unito | The O2 Arena               | Bob the Drag Queen | Lourdes Leon                   | N.D.          | 90.667 / 90.667            | $22.294.455       |
| 15 ottobre 2023  | Londra            | Regno Unito | The O2 Arena               | Bob the Drag Queen | FKA Twigs                      | N.D.          | 90.667 / 90.667            | $22.294.455       |
| 17 ottobre 2023  | Londra            | Regno Unito | The O2 Arena               | Bob the Drag Queen | Diplo                          | N.D.          | 90.667 / 90.667            | $22.294.455       |
| 18 ottobre 2023  | Londra            | Regno Unito | The O2 Arena               | Bob the Drag Queen | Julia Fox                      | N.D.          | 90.667 / 90.667            | $22.294.455       |
| 21 ottobre 2023  | Anversa           | Belgio      | Sportpaleis                | Bob the Drag Queen | Damien Jalet                   | N.D.          | 34.307 / 34.307            | $5.477.001        |
| 22 ottobre 2023  | Anversa           | Belgio      | Sportpaleis                | Bob the Drag Queen | Stuart Price                   | N.D.          | 34.307 / 34.307            | $5.477.001        |
| 25 ottobre 2023  | Copenaghen        | Danimarca   | Royal Arena                | Bob the Drag Queen | Alluané Blegbo                 | N.D.          | 27.422 / 27.422            | $4.343.987        |
| 26 ottobre 2023  | Copenaghen        | Danimarca   | Royal Arena                | Bob the Drag Queen | Aquaria                        | N.D.          | 27.422 / 27.422            | $4.343.987        |
| 28 ottobre 2023  | Stoccolma         | Svezia      | Tele2 Arena                | Bob the Drag Queen | Rocco Ritchie                  | N.D.          | 39.173 / 39.173            | $4.019.448        |
| 1º novembre 2023 | Barcellona        | Spagna      | Palau Sant Jordi           | Bob the Drag Queen | Arca                           | N.D.          | 35.324 / 35.324            | $5.574.504        |
| 2 novembre 2023  | Barcellona        | Spagna      | Palau Sant Jordi           | Bob the Drag Queen | Úrsula Corberó                 | N.D.          | 35.324 / 35.324            | $5.574.504        |
| 6 novembre 2023  | Lisbona           | Portogallo  | Altice Arena               | Bob the Drag Queen | Jon Kortajarena                | N.D.          | 28.946 / 28.946            | $4.807.755        |
| 7 novembre 2023  | Lisbona           | Portogallo  | Altice Arena               | Bob the Drag Queen | Jean Paul Gaultier             | N.D.          | 28.946 / 28.946            | $4.807.755        |
| 12 novembre 2023 | Parigi            | Francia     | Accor Arena                | Bob the Drag Queen | Fecal Matter                   | N.D.          | 62.781 / 62.781            | $10.722.553       |
| 13 novembre 2023 | Parigi            | Francia     | Accor Arena                | Bob the Drag Queen | JR                             | N.D.          | 62.781 / 62.781            | $10.722.553       |
| 15 novembre 2023 | Colonia           | Germania    | Lanxess Arena              | Bob the Drag Queen | Latrelle "Munchie" Lanz        | N.D.          | 30.049 / 30.049            | $4.959.322        |
| 16 novembre 2023 | Colonia           | Germania    | Lanxess Arena              | Bob the Drag Queen | Pia Hambour                    | N.D.          | 30.049 / 30.049            | $4.959.322        |
| 19 novembre 2023 | Parigi            | Francia     | Accor Arena                | Bob the Drag Queen | Michèle Lamy                   | N.D.          | [ N 7 ]                    | [ N 7 ]           |
| 20 novembre 2023 | Parigi            | Francia     | Accor Arena                | Bob the Drag Queen | Kiddy Smile                    | N.D.          | [ N 7 ]                    | [ N 7 ]           |
| 23 novembre 2023 | Milano            | Italia      | Mediolanum Forum           | Bob the Drag Queen | Donatella Versace              | N.D.          | 22.895 / 22.895            | $4.095.015        |
| 25 novembre 2023 | Milano            | Italia      | Mediolanum Forum           | Bob the Drag Queen | Debi Mazar                     | N.D.          | 22.895 / 22.895            | $4.095.015        |
| 28 novembre 2023 | Berlino           | Germania    | Mercedes-Benz Arena        | Bob the Drag Queen | Gabriel Massan                 | N.D.          | 25.426 / 25.426            | $4.826.374        |
| 29 novembre 2023 | Berlino           | Germania    | Mercedes-Benz Arena        | Bob the Drag Queen | Peaches                        | N.D.          | 25.426 / 25.426            | $4.826.374        |
| 1º dicembre 2023 | Amsterdam         | Paesi Bassi | Ziggo Dome                 | Bob the Drag Queen | Sevdaliza                      | N.D.          | 32.104 / 32.104            | $6.344.416        |
| 2 dicembre 2023  | Amsterdam         | Paesi Bassi | Ziggo Dome                 | Bob the Drag Queen | Miss Fame                      | N.D.          | 32.104 / 32.104            | $6.344.416        |
| 5 dicembre 2023  | Londra            | Regno Unito | The O2 Arena               | Bob the Drag Queen | Charlie Hunnam                 | N.D.          | [ N 8 ]                    | [ N 8 ]           |
| 6 dicembre 2023  | Londra            | Regno Unito | The O2 Arena               | Bob the Drag Queen | Stella McCartney               | N.D.          | [ N 8 ]                    | [ N 8 ]           |
| Nord America     |                   |             |                            |                    |                                |               |                            |                   |
| 13 dicembre 2023 | New York City     | Stati Uniti | Barclays Center            | Bob the Drag Queen | Josh Popper                    | N.D.          | 37.782/37.782              | $7.774.698        |
| 14 dicembre 2023 | New York City     | Stati Uniti | Barclays Center            | Bob the Drag Queen | Julia Garner                   | N.D.          | 37.782/37.782              | $7.774.698        |
| 16 dicembre 2023 | New York City     | Stati Uniti | Barclays Center            | Bob the Drag Queen | Teezo Touchdown                | N.D.          | 37.782/37.782              | $7.774.698        |
| 18 dicembre 2023 | Washington        | Stati Uniti | Capital One Arena          | Bob the Drag Queen | Kevin Aviance                  | N.D.          | 22.896/22.896              | $4.808.752        |
| 19 dicembre 2023 | Washington        | Stati Uniti | Capital One Arena          | Bob the Drag Queen | Santa Claus                    | N.D.          | 22.896/22.896              | $4.808.752        |
| 8 gennaio 2024   | Boston            | Stati Uniti | TD Garden                  | Bob the Drag Queen | -                              | N.D.          | 25.685/25.685              | $5.509.791        |
| 9 gennaio 2024   | Boston            | Stati Uniti | TD Garden                  | Bob the Drag Queen | Maggie Rogers                  | N.D.          | 25.685/25.685              | $5.509.791        |
| 11 gennaio 2024  | Toronto           | Canada      | Scotiabank Arena           | Bob the Drag Queen | Sapphira Cristál               | N.D.          | 30.146/30.146              | $5.553.142        |
| 12 gennaio 2024  | Toronto           | Canada      | Scotiabank Arena           | Bob the Drag Queen | Veruschka                      | N.D.          | 30.146/30.146              | $5.553.142        |
| 15 gennaio 2024  | Detroit           | Stati Uniti | Little Caesars Arena       | Bob the Drag Queen | Sapphira Cristál               | N.D.          | 13.516/13.516              | $2.725.951        |
| 18 gennaio 2024  | Montréal          | Canada      | Centre Bell                | Bob the Drag Queen | Mother Elle Barbara            | N.D.          | 30.670/30.670              | $5.094.575        |
| 19 gennaio 2024  | Montréal          | Canada      | Centre Bell                | Bob the Drag Queen | DJ Mary Mac                    | N.D.          | 30.670/30.670              | $5.094.575        |
| 22 gennaio 2024  | New York City     | Stati Uniti | Madison Square Garden      | Bob the Drag Queen | Jose Gutierez Xtravaganza      | N.D.          | 41.207/41.207              | $10.289.619       |
| 23 gennaio 2024  | New York City     | Stati Uniti | Madison Square Garden      | Bob the Drag Queen | Amy Schumer                    | N.D.          | 41.207/41.207              | $10.289.619       |
| 25 gennaio 2024  | Filadelfia        | Stati Uniti | Wells Fargo Center         | Bob the Drag Queen | Kevin JZ Prodigy               | N.D.          | 12.037/12.037              | $2.044.220        |
| 29 gennaio 2024  | New York City     | Stati Uniti | Madison Square Garden      | Bob the Drag Queen | Kelly Ripa                     | N.D.          | [ N 12 ]                   | [ N 12 ]          |
| 1º febbraio 2024 | Chicago           | Stati Uniti | United Center              | Bob the Drag Queen | Honey Dijon                    | N.D.          | 27.405/27.405              | $6.748.085        |
| 2 febbraio 2024  | Chicago           | Stati Uniti | United Center              | Bob the Drag Queen | Thelonious Stokes              | N.D.          | 27.405/27.405              | $6.748.085        |
| 5 febbraio 2024  | Pittsburgh        | Stati Uniti | PPG Paints Arena           | Bob the Drag Queen | Lola LaCroix                   | N.D.          | 11.672/11.672              | $2.204.097        |
| 8 febbraio 2024  | Cleveland         | Stati Uniti | Rocket Mortgage FieldHouse | Bob the Drag Queen | Plane Jane                     | N.D.          | 14.139/14.139              | $2.285.768        |
| 13 febbraio 2024 | Saint Paul        | Stati Uniti | Xcel Energy Center         | Bob the Drag Queen | Manila Luzon                   | N.D.          | 12.024/12.024              | $2.378.636        |
| 17 febbraio 2024 | Seattle           | Stati Uniti | Climate Pledge Arena       | Bob the Drag Queen | Miz Cracker                    | N.D.          | 27.582/27.582              | $5.716.576        |
| 18 febbraio 2024 | Seattle           | Stati Uniti | Climate Pledge Arena       | Bob the Drag Queen | Miz Cracker                    | N.D.          | 27.582/27.582              | $5.716.576        |
| 21 febbraio 2024 | Vancouver         | Canada      | Rogers Arena               | Bob the Drag Queen | Pamela Anderson                | N.D.          | 13.458/13.458              | $2.204.034        |
| 24 febbraio 2024 | Sacramento        | Stati Uniti | Golden 1 Center            | Bob the Drag Queen | Detox                          | N.D.          | 12.982/12.982              | $2.639.456        |
| 27 febbraio 2024 | San Francisco     | Stati Uniti | Chase Center               | Bob the Drag Queen | Plastique Tiara                | N.D.          | 26.443/26.443              | $6.577.984        |
| 28 febbraio 2024 | San Francisco     | Stati Uniti | Chase Center               | Bob the Drag Queen | Trinity "The Tuck" Taylor      | N.D.          | 26.443/26.443              | $6.577.984        |
| 1º marzo 2024    | Las Vegas         | Stati Uniti | T-Mobile Arena             | Bob the Drag Queen | Symone                         | N.D.          | 28.869/28.869              | $7.566.992        |
| 2 marzo 2024     | Las Vegas         | Stati Uniti | T-Mobile Arena             | Bob the Drag Queen | DJ BearCat                     | N.D.          | 28.869/28.869              | $7.566.992        |
| 4 marzo 2024     | Los Angeles       | Stati Uniti | Kia Forum                  | Bob the Drag Queen | Eric André                     | N.D.          | 64.493/64.493              | $13.360.248       |
| 5 marzo 2024     | Los Angeles       | Stati Uniti | Kia Forum                  | Bob the Drag Queen | Terri Joe                      | N.D.          | 64.493/64.493              | $13.360.248       |
| 7 marzo 2024     | Los Angeles       | Stati Uniti | Kia Forum                  | Bob the Drag Queen | Ali Wong                       | Kylie Minogue | 64.493/64.493              | $13.360.248       |
| 9 marzo 2024     | Los Angeles       | Stati Uniti | Kia Forum                  | Bob the Drag Queen | Alexa Demie                    | N.D.          | 64.493/64.493              | $13.360.248       |
| 11 marzo 2024    | Los Angeles       | Stati Uniti | Kia Forum                  | Bob the Drag Queen | Cardi B                        | N.D.          | 64.493/64.493              | $13.360.248       |
| 13 marzo 2024    | Palm Springs      | Stati Uniti | Acrisure Arena             | Bob the Drag Queen | Jeremy Scott                   | N.D.          | 9.027/9.027                | $2.376.991        |
| 16 marzo 2024    | Phoenix           | Stati Uniti | Footprint Center           | Bob the Drag Queen | Jose Xtravaganza               | N.D.          | 12.596/12.596              | $3.214.228        |
| 19 marzo 2024    | Denver            | Stati Uniti | Ball Arena                 | Bob the Drag Queen | Violet Chachki                 | N.D.          | 12.472/12.472              | $2.640.479        |
| 24 marzo 2024    | Dallas            | Stati Uniti | American Airlines Center   | Bob the Drag Queen | Alyssa Edwards                 | N.D.          | 23.726/23.726              | $5.047.270        |
| 25 marzo 2024    | Dallas            | Stati Uniti | American Airlines Center   | Bob the Drag Queen | Erykah Badu                    | N.D.          | 23.726/23.726              | $5.047.270        |
| 28 marzo 2024    | Houston           | Stati Uniti | Toyota Center              | Bob the Drag Queen | Gottmik                        | N.D.          | 19.268/19.268              | $3.724.053        |
| 29 marzo 2024    | Houston           | Stati Uniti | Toyota Center              | Bob the Drag Queen | Peppermint                     | N.D.          | 19.268/19.268              | $3.724.053        |
| 1º aprile 2024   | Atlanta           | Stati Uniti | State Farm Arena           | Bob the Drag Queen | David Harbour                  | N.D.          | 11.139/11.139              | $2.679.812        |
| 4 aprile 2024    | Tampa             | Stati Uniti | Amalie Arena               | Bob the Drag Queen | Monét X Change                 | N.D.          | 14.396/14.396              | $2.950.174        |
| 6 aprile 2024    | Miami             | Stati Uniti | Kaseya Center              | Bob the Drag Queen | Ingrid Casares                 | N.D.          | 37.556/37.556              | $8.649.389        |
| 7 aprile 2024    | Miami             | Stati Uniti | Kaseya Center              | Bob the Drag Queen | Ricky Martin                   | N.D.          | 37.556/37.556              | $8.649.389        |
| 9 aprile 2024    | Miami             | Stati Uniti | Kaseya Center              | Bob the Drag Queen | Kim Petras                     | N.D.          | 37.556/37.556              | $8.649.389        |
| 14 aprile 2024   | Austin            | Stati Uniti | Moody Center               | Bob the Drag Queen | Trixie Mattel                  | N.D.          | 22.957/22.957              | $5.706.268        |
| 15 aprile 2024   | Austin            | Stati Uniti | Moody Center               | Bob the Drag Queen | Honey Dijon                    | N.D.          | 22.957/22.957              | $5.706.268        |
| 20 aprile 2024   | Città del Messico | Messico     | Palacio de los Deportes    | Bob the Drag Queen | Guillermo Rodriguez            | N.D.          | 82.421/82.421              | $15.000.261       |
| 21 aprile 2024   | Città del Messico | Messico     | Palacio de los Deportes    | Bob the Drag Queen | Alberto Guerra                 | N.D.          | 82.421/82.421              | $15.000.261       |
| 23 aprile 2024   | Città del Messico | Messico     | Palacio de los Deportes    | Bob the Drag Queen | Wendy Guevara                  | N.D.          | 82.421/82.421              | $15.000.261       |
| 24 aprile 2024   | Città del Messico | Messico     | Palacio de los Deportes    | Bob the Drag Queen | Pixie Aventura                 | N.D.          | 82.421/82.421              | $15.000.261       |
| 26 aprile 2024   | Città del Messico | Messico     | Palacio de los Deportes    | Bob the Drag Queen | Salma Hayek                    | N.D.          | 82.421/82.421              | $15.000.261       |
| Sud America      |                   |             |                            |                    |                                |               |                            |                   |
| 4 maggio 2024    | Rio de Janeiro    | Brasile     | Spiaggia di Copacabana     | Bob the Drag Queen | Anitta                         | Pabllo Vittar | 1.600.000                  | concerto gratuito |
| Totale           | Totale            | Totale      | Totale                     | Totale             | Totale                         |               | 2.727.658/2.727.658 (100%) | $225.580.345      |

### Cancellazioni
| Data             | Città         | Stato        | Luogo                  | Causa                      |
| Nord America     | Nord America  | Nord America | Nord America           | Nord America               |
| ---------------- | ------------- | ------------ | ---------------------- | -------------------------- |
| 27 luglio 2023   | Tulsa         | Stati Uniti  | BOK Center             | Problemi di programmazione |
| 22 dicembre 2023 | Nashville     | Stati Uniti  | Bridgestone Arena      | Problemi di programmazione |
| 15 gennaio 2024  | San Francisco | Stati Uniti  | Chase Center           | Problemi di programmazione |
| 18 gennaio 2024  | Las Vegas     | Stati Uniti  | MGM Grand Garden Arena | Problemi di programmazione |
| 20 gennaio 2024  | Phoenix       | Stati Uniti  | Footprint Center       | Problemi di programmazione |

## Registrazioni e broadcasting
Oltre alla trasmissione in diretta televisiva dell'ultimo show del tour tenutosi a Rio de Janeiro, i 5 concerti tenuti al Palacio de los Deportes di Città del Messico sono stati registrati professionalmente per un'eventuale futura pubblicazione del film concerto e/o di un album live. La regia è stata affidata a Jonas Åkerlund, che ha già collaborato diverse volte con Madonna come per il documentario I'm Going to Tell You a Secret e per il pluripremiato videoclip di Ray of Light.
Il 29 aprile 2025 la cantante ha condiviso sul suo canale YouTube un mini documentario dietro le quinte dello spettacolo brasiliano, che mostra la progettazione e realizzazione del concerto.

## I numeri
- 203 giorni di durata del tour (dal 14 ottobre 2023 al 4 maggio 2024)
- 81 rappresentazioni dello spettacolo
- 41 città toccate dal tour in 3 continenti (Nord America e Canada, Sud America, Europa)
- 5 spettacoli cancellati
- 160 minuti di durata dello show
- 24 brani eseguiti durante lo show
- 20 ballerini sul palco insieme a Madonna
- 1.127.658 spettatori
- 225.580.345 dollari incassati